# Hôtel Dorpat
L'hôtel Dorpat (en estonien : Dorpati hotell) est un et un centre de conférence au centre-ville de Tartu en Estonie.

## Présentation
L'hôtel Dorpat est situé entre le pont de la Paix, la rue Turu tänav et la rue Soola tänav. L'hôtel est un bâtiment proche de la rivière Emajõgi, tandis que le centre de conférence est situé dans une partie du centre commercial Tasku.
L'hôtel a ouvert ses portes en juillet 2007, au-dessus du parking de l'ancien marché de Tartu. 
Il appartient à l'entrepreneur Tartu Neinar Seli.
En 2023, avec 197 chambres c'est plus grand hôtel de Tartu. 
Le centre de conférence dispose de 10 salles de conférence et de séminaire pouvant accueillir jusqu'à 1 100 participants.
C'est le plus grand centre de conférence du sud de l'Estonie.